# Jatiyo Sangshad Bhaban

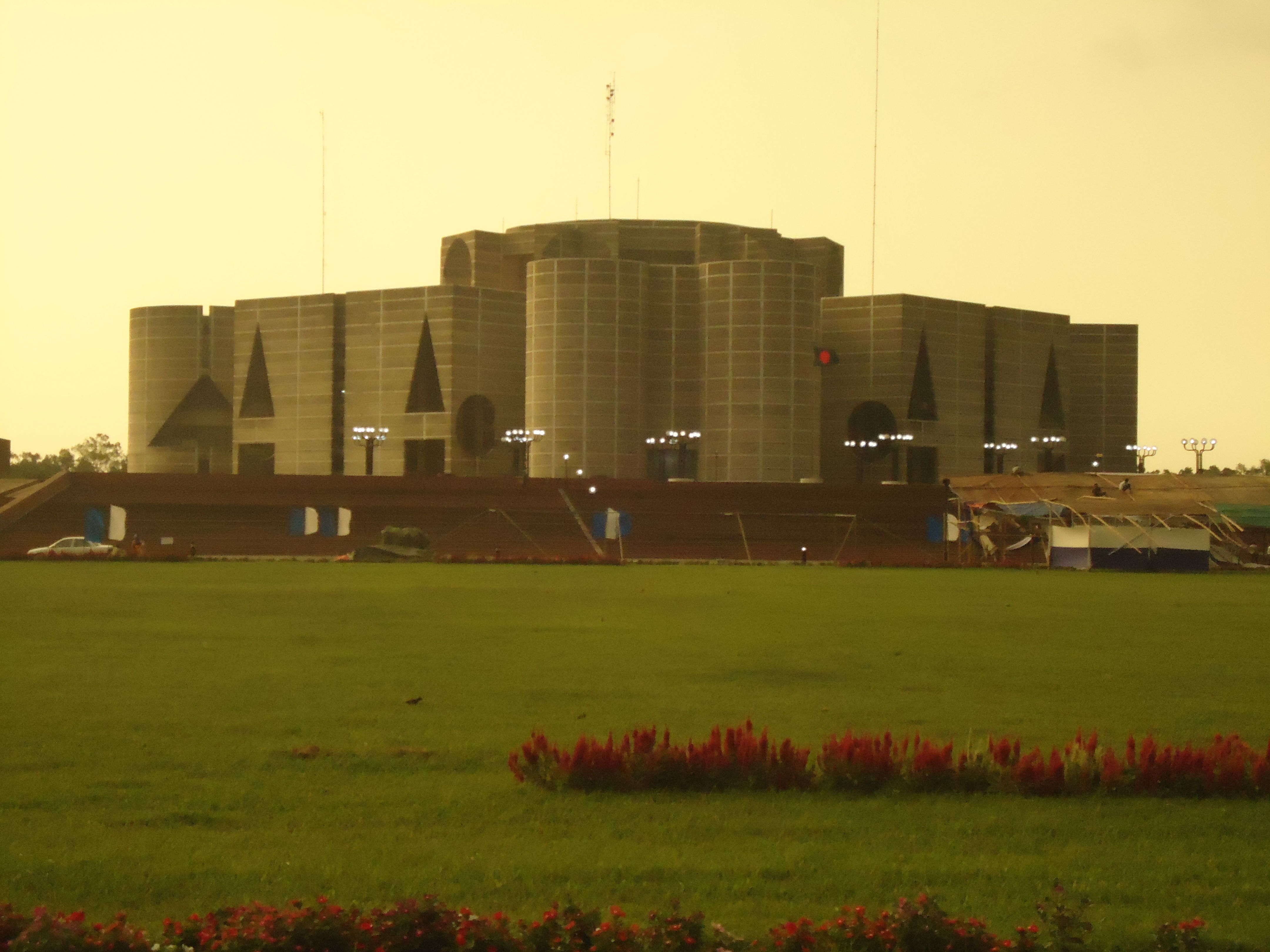
Jatiya Sangsad Bhaban

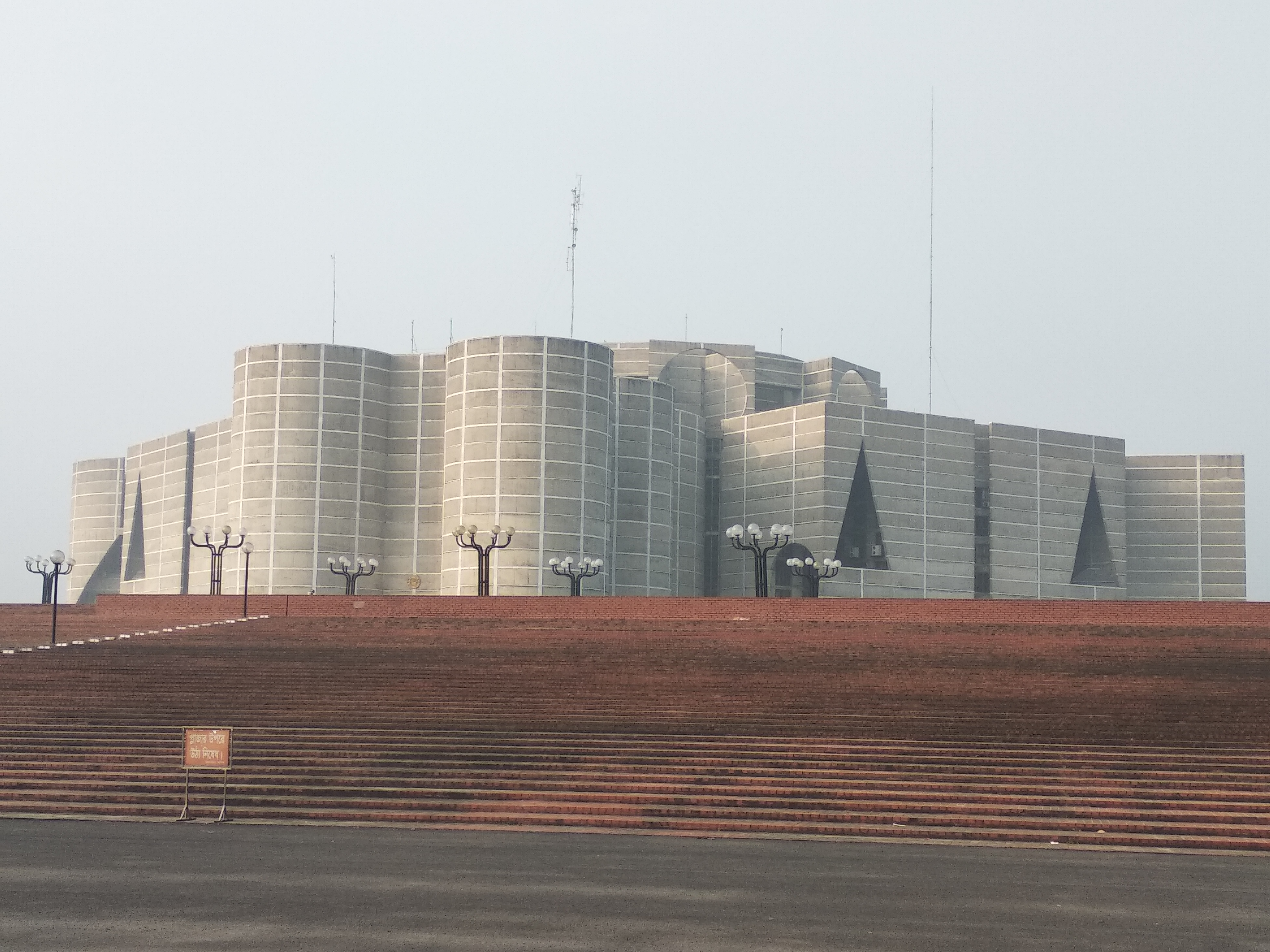
Widok od frontu budynku

Jatiya Sangsad Bhaban (bengali জাতীয় সংসদ ভবন, trl. Jātīya Saṃsad Bhaban, budynek Zgromadzenia Narodowego) – budynek parlamentu Bangladeszu w stolicy kraju Dhace.
Budynek zaprojektowany przez amerykańskiego architekta Louis I. Kahna (1901–1974) uchodzi za największy budynek parlamentarny na świecie.